# Violant de Casalduch Muñoz
Violant de Casalduch Muñoz (Plana Alta, XVI - Plana Alta, 1613) fou una noble i repobladora valenciana vinculada a Castelló, La Pobla Tornesa, i la Serra d'en Galceran també coneguda com a Iolanda de Casalduch.
No se’n coneixen les dates exactes del naixement i de la defunció, tot i que sí que hi ha dades relacionades de la seua vida, l'estirp social i el procés de conformació patrimonial del seu llinatge familiar. Dona de posició notable i il·lustre, era filla de Jaume Josep de Casalduch, II baró de la Pobla Tornesa, Serra d'en Garceran, Borriol, Benicàssim i les terres del Castell de Montornés. Sa mare, Isabel Muñoz, provenia d'una família noble i acomodada de Terol. Violant era la filla menor del matrimoni i, per tant, segons la disposició explícita del vincle fundacional del patrimoni familiar efectuat per l'avi, Nicolau de Casalduch l'antic, va heretar el títol i les possessions de la seua germana Anna. El 27 de gener de 1535 dirimiren definitivament els drets successoris de les dues germanes mitjançant un acord. L'agost de 1552, Violant de Casalduch esdevenia la IV baronesa de la Pobla Tornesa, de la Serra d'en Garceran i senyora de les baronies de Borriol, Benicàssim i les terres del Castell de Montornès.

## Biografia
L'afany d'aquesta dona es va canalitzar a consolidar i a millorar les condicions de l'herència familiar, que va gestionar durant 50 anys. Amb aquest propòsit, va prendre les mesures al seu abast per a potenciar i millorar les terres de menor recurs i rendiment econòmic dels seus dominis senyorials. En concret, la baronia de Benicàssim i el territori de Montornès. Amb aquest fi, va atorgar tres Cartes de Població (1589, 1593 i 1603) per tal d'afavorir l'ocupació del terreny i d'activar-ne les possibilitats potencials. Les dificultats d'aquestes terres eren òbvies, ja que havien estat donades en herències i comprades per nombrosos propietaris entre 1242 i 1603. El 8 de desembre de 1589, va concedir una Carta d'assentament a 10 pobladors d'aquestes senyories. El 9 de setembre de 1603, a l'ermita de santa Àgueda de Benicàssim, va atorgar la Carta de Població a Joan Guerau i altres pobladors subjectes a les condicions senyorials de les jurisdiccions civil i criminal, alt i baix, mer i mixt imperi. Aquests nous pobladors, un nombre de 40, apareixen recollits al text amb els seus noms, professions i lloc d'origen. Se’n constata, així, la procedència de diferents pobles de la província de Castelló.
La proesa d'intentar aconseeguir l'assentament de veïns i de promoure els recursos de la zona (fusta dels boscos i peix, fonamentalment) era meritòria per ella mateixa. Les dificultats de posar en funcionament terres ermes i de naturalesa agresta, només útils per a la cria de ramat, va implicar esforços enormes ateses les condicions geogràfiques i el perill de les seues costes pels corsaris.
La baronesa va aconseguir, almenys, promoure amb aquest impuls quatre nuclis poblacionas de densitat desigual. El major assentament el va constituir una sèrie de masos disseminats pel Desert de les Palmes. Al voltant de dues ermites, santa Rita i santa Àgueda, es van ubicar altres repobladors. El grup menor va escollir un enclavament mariner, la Torre de Sant Vicent, erigida al segle xvi.
Violant de Casalduch va contraure matrimoni amb Bernat Lluís Dassio, jurat de València i germà de l'aleshores bisbe d'Oriola. El seu pare era regent de la Cancelleria i la seva mare filla d'un notari de València. D'aquesta unió va nèicer un fill, Nicolau Casalduch (Francesc Dassio), V baró de la Pobla Tornesa i la resta de títols. Fou Justícia Civil de València i Comanador de Bètera en l'Orde de Calatrava. Amb ell va continuar l'estirp familiar, la més depurada i honorable del Castelló siscentista. Al testament va afegir algunes propietats al vincle original del seu besavi l'antic. No obstant això, malgrat tant d'esforç, el 1620 es disgregaren part de les propietats mitjançant la venda.